# ナウ・アイ・ガット・ウォーリー
『ナウ・アイ・ガット・ウォーリー』（Now I Got Worry）は、アメリカのロックバンド、ジョン・スペンサー・ブルース・エクスプロージョンが1996年に発表したアルバム。

## 収録曲
1. スカンク - "Skunk"
2. アイデンティファイ - "Identify"
3. ウェイル - "Wail"
4. ファック・シット・アップ - "Fuck Shit Up"
5. 2カインザ・ラヴ - "2 Kindsa Love"
6. ラヴ・オール・オブ・ミー - "Love All Of Me"
7. チキン・ドッグ - "Chicken Dog"
8. クール・ヴィー - "Cool Vee"
9. ゲット・ウィズ・イット - "Get With It"
10. ロケットシップ - "Rocketship"
11. ダイナマイト・ラヴァー - "Dynamite Lover"
12. ホット・ショット- "Hot Shot"
13. キャント・ストップ - "Can't Stop"
14. ファイアフライ・チャイルド - "Firefly Child"
15. アイボーリン - "Eyeballin"
16. アールエル・ガット・ソウル - "R.L. Got Soul"
17. ゲット・オーヴァー・ヒア - "Get Over Here"
18. スティッキー - "Sticky"